# Из жизни Потапова (фильм)
«Из жизни Потапова» — советский фильм 1985 года режиссёра Николая Скуйбина.

## Сюжет
Производственная драма по одноимённому роману Сергея Иванова (журнал «Новый мир» № 6-7, 1983).
Сан Саныч Потапов — учёный-конструктор, руководитель большого коллектива предприятия оборонной промышленности, неординарный человек, с непростым, даже тяжелым характером. И у него трудный период в жизни: инфаркт даёт повод его недругам для его переизбрания с поста руководителя, а ближайший друг Астахов, из карьерных соображений предаёт его, и обвинив Потапова в легкомыслии и самоуправстве, добивается прекращения испытаний. Потапова отстраняют от дел, от него уходит жена, одновременно как на зло происходит несчастье с его близким человеком. Но несмотря ни на что Потапов — одержим работой как делом всей жизни — продолжает работать и взяв на себя ответственность доводит испытания до конца.

## В ролях
- Александр Филиппенко — Сан Саныч Потапов, конструктор
- Николай Пеньков — Олег Астахов, приятель и коллега Потапова
- Михаил Глузский — Сергей Николаевич Луговой, генеральный директор
- Татьяна Догилева — Элка, жена Потапова
- Александр Сафронов — Сева, писатель
- Маша Кутахова — Таня, дочь Потаповых
- Тамара Акулова — Маша, жена Севы
- Олег Мокшанцев — Борис Парфёнович Суворов, секретарь парткома
- Павел Махотин — Сомов
- Марина Игнатова — Лена, секретарь
- Юрий Стосков — Сорокин, военпред
- Михаил Бычков — Иван Марков
- Нина Агапова — мать Севы
- Юрий Колычев — учёный
- Николай Корноухов — монтёр на станции
- Вера Бурлакова — эпизод
- Василий Корзун — эпизод
- Леонид Машков — эпизод